# D3 (motorväg, Tjeckien)

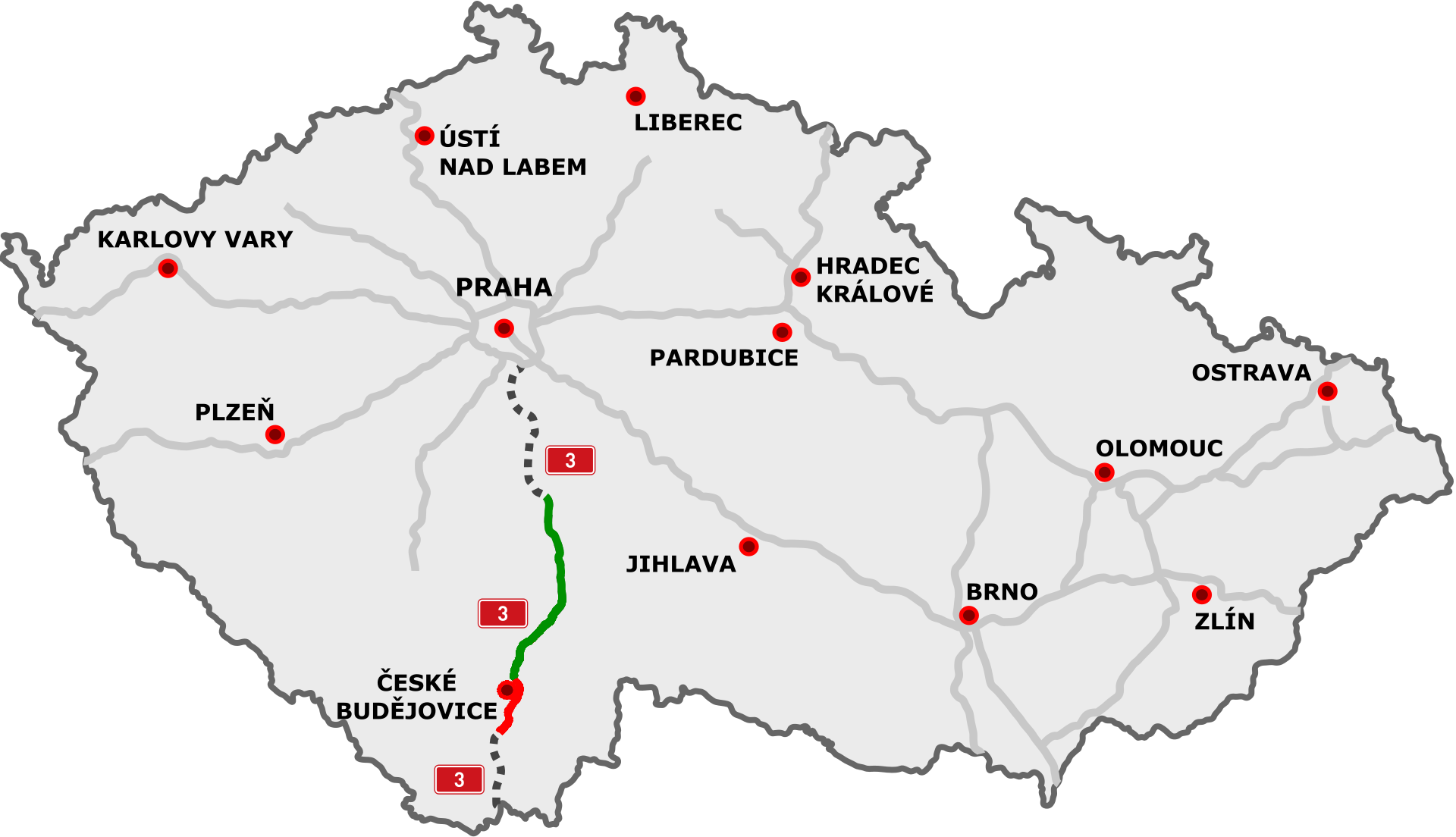
Sträckningskarta över motorväg D3. Kartan visar motorvägen år 2019. Grön = färdig väg, röd = påbörjad väg, steckad = planerad väg.

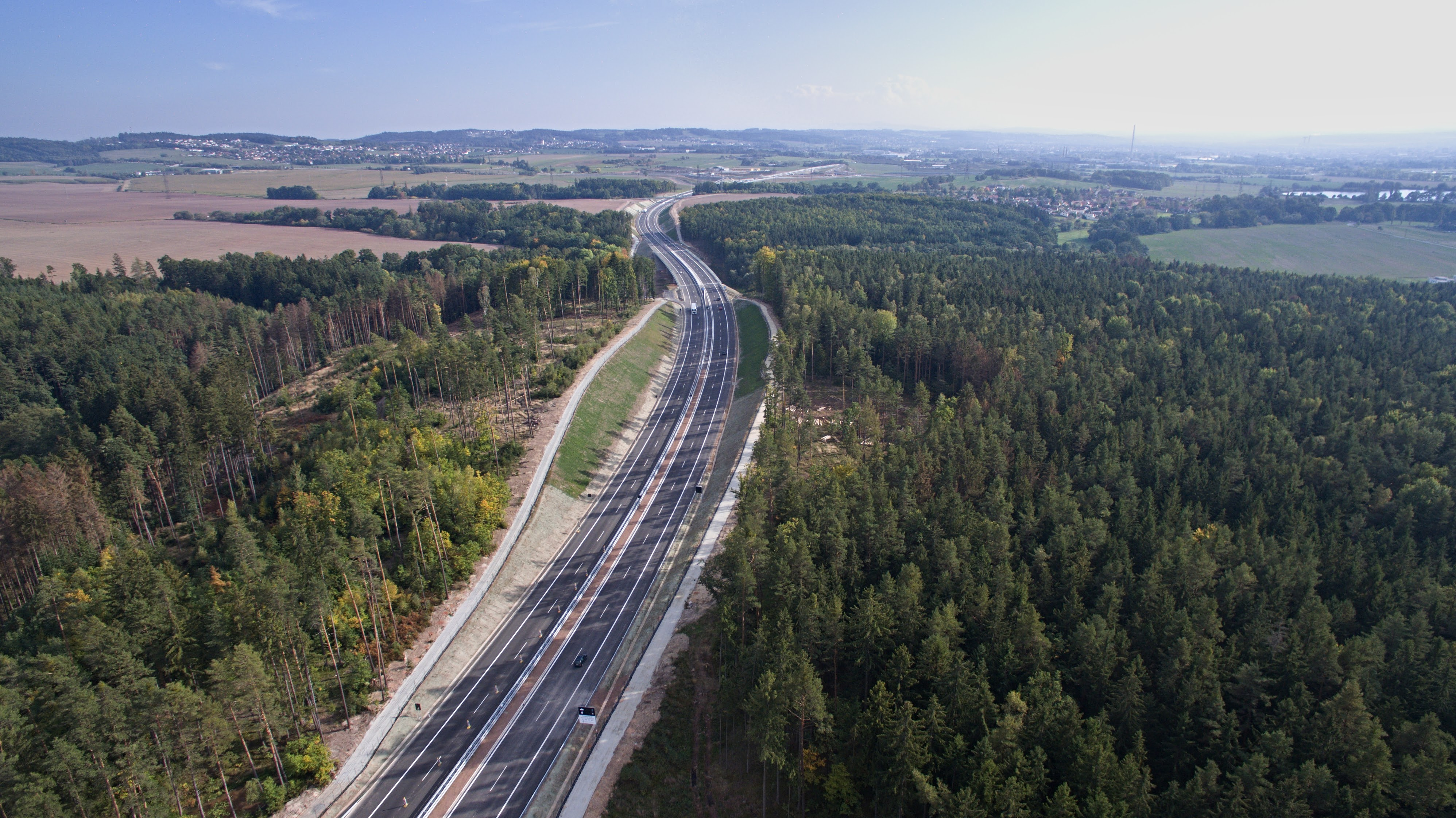
Motorväg D3 nära České Budějovice.

D3 är en motorväg i Tjeckien. Motorvägen som när den är färdig kommer att gå från Prag mot České Budějovice och sedan vidare till gränsen mot Österrike planeras få en total längd på 172 km. År 2020 var cirka 70 km färdigställda och i drift. 
De till och med 2020 färdigställda sektionerna av motorvägen utgör den mellersta delen av motorvägen (Nová Hospoda till Úsilné). De första sektionerna av denna del av motorvägen öppnades för trafik under andra halvan av 2000-talet. Till exempel öppnades sektionen Mezno-Chotoviny för trafik 2007. Den sista sektionen av denna del av motorvägen öppnades för trafik 2019.
Den södra delen av motorvägen (Usilné till Dolní Dvořiště, vid Tjeckiens statsgräns) är under planering och uppbyggnad. De första sektionerna av denna del av motorvägen påbörjades 2019 och beräknas färdigställas 2024. De senare sektionerna är planerade att påbörjas från 2023 och färdigställas till 2025/2026. 
Den norra delen av motorvägen (Prag till Nová Hospoda) är under planering med byggstarter planerade till under andra halvan av 2020-talet och färdigställande till 2029.